# Europäische Föderation der Psychologiestudierendenvereinigungen
Die Europäische Föderation der Psychologiestudierendenvereinigungen (EFPSA) ist eine Non-Profit- und nichtstaatliche Studierendenorganisation, welche aus Studierendenverbänden aus ganz Europa besteht und im Bereich der Psychologie tätig ist.
EFPSA besteht aus 33 Mitgliedsorganisationen und zwei Organisationen mit Beobachterstatus, jede durch einen Mitgliedsrepräsentanten vertreten, welche das legislative Gremium der Föderation formen. Die Arbeit der Föderation setzt sich aus der Arbeit der Mitgliedsrepräsentanten (Member Representative, MR), dem Verwaltungsrat (Executive Board, EB) und dem Vorstand (Board of Management, BM) zusammen.

## Geschichte
Die EFPSA wurde im April 1987 an der Universität in Lissabon von Psychologiestudierenden aus acht verschiedenen europäischen Ländern gegründet. Die Grundzüge der Föderation wurden während des zweiten Treffens im belgischen Liege im April 1988 in formelle Statuten umgewandelt. Zur selben Zeit initiierte EFPSA das erste Projekt, die EUROPSYCHO-Datenbank für Bildung und Austausch. Im Januar 1989 wurde EFPSA als internationaler Verband gemäß belgischem Recht registriert. Während der dritten Generalversammlung im April 1989 in Lund, Schweden, entwickelte der Verband seine Struktur, wobei auch das erste Treffen des Verwaltungsrats (EB) im selben Jahr festgelegt wurde. Im Juli 1991 begann EFPSA eine Zusammenarbeit mit der Europäische Föderation der Psychologenverbände (European Federation of Psychologists’ Associations, EFPA) in Amsterdam, im Jahr 2001 wurde die EFPSA offizielles Mitgliedsorganisation der EFPA.
Nach EFPSAs Teilnahme an der ersten europäischen Studierendenkonferenz für Studierende verschiedener Fachbereiche in Liege im November 1990 wurden viele Kontakte vor allem in osteuropäische Länder geknüpft. Während der fünften Generalversammlung in Genf vergrößerte sich die EFPSA um 11 Mitgliedsländer und die erste Delegation aus Osteuropa wurde willkommen geheißen. In diesem Jahr entstand die Idee, ständige Arbeitsgruppen („task forces“) zu etablieren, um effektiver an Projekten wie EUROPSYCHO, ERASMUS etc. zu arbeiten. Während der Jahre wuchs EFPSA und mehr Veranstaltungen wie eine Sommerschule, Seminare und der Kongress wurden organisiert. Im Jahr 2006 entwickelte EFPSA ein eigenes Logo und wurde mit dem nun entwickelten repräsentativen Logo und der Farbe Orange anerkannt.

## Aufgabe und Ziel

### Aufgabe
EFPSAs Aufgabe ist es laut eigenen Angaben, Psychologiestudierende auf europäischem Level zusammenzubringen und ihr Verständnis von Psychologie zu erweitern, Fertigkeiten zu fördern, eine positive Auswirkung auf die Gesellschaft und die Wahrnehmung von Psychologie zu haben, wissenschaftliche und soziale Interaktion zu unterstützen und den kulturellen Austausch zwischen Psychologiestudierenden, Akademikern und Fachkundigen zu ermöglichen.

### Ziel
EFPSAs Ziel ist laut Homepage, eine psychologisch aufmerksame Gesellschaft zu gestalten, in der falsche Konzepte dieser vermindert und ein generelles Wohlbefinden gefördert werden, sowie Dienstleistungen und Veranstaltungen zu organisieren, die Psychologiestudierende in ihren Bedürfnissen unterstützen, um sich professionell entwickeln zu können und eine gute Vernetzung zu erreichen.

## Struktur
EFPSAs Struktur wurde auf der dritten Generalversammlung im April 1989 in Lund, Schweden entwickelt. Es gab damals keinen Verwaltungsrat, nur einen Präsidenten. Da EFPSA stetig wuchs, wurden strukturelle Änderungen vorgenommen und ein Verwaltungsrat etabliert. Im Jahr 2003 wurde das Konzept von nationalen Repräsentanten (heute: Mitgliedsrepräsentanten) eingeführt. Diese formen ein Gremium, welches letztendlich die Entscheidungen bei EFPSA trifft. Des Weiteren wurde der Vorstand vom Verwaltungsrat separiert.

## Veranstaltungen
EFPSA organisiert im Moment elf jährliche und ein zweijähriges Event.
The Congress, European Summer School (ESS), EFPSA Academy, Train the Trainers (TtT) Summer School, Train Advanced Trainers (TAT), Trainers’ Meeting (TRAM), Trainers’ Conference (TRaC), EFPSA Tag, Joint Executive Board & Member Representatives Meeting und Vorstandstreffen sind jährliche Events, während die Konferenz alle zwei Jahre stattfindet.

### Der jährliche EFPSA Kongress
Der jährliche EFPSA Kongress dauert eine Woche und lässt über 350 Psychologiestudierende, Wissenschaftler und Forscher aus ganz Europa aufeinandertreffen. Der Kongress, welcher üblicherweise zwischen April und Mai stattfindet, besteht aus einem wissenschaftlichen Programm zu einem bestimmten Thema mit Beiträgen von Studierenden, Forschenden und erfahrenen Wissenschaftlern. Zudem gibt es auch ein soziales Programm, welches den Teilnehmenden die Chance für kulturellen und persönlichen Austausch gibt und die Möglichkeit bietet, ihre wissenschaftlichen und persönlichen Horizonte zu erweitern.
Der Verwaltungsrat und der Vorstand werden während des Kongresses gewählt.
Jedes Jahr wechselt das gastgebende Land des Kongresses. Es gab bisher 36 Kongresse, welche in 28 verschiedenen Ländern veranstaltet wurden.

### European Summer School
Die erste European Summer School (ESS) fand in Leie, Estland im Jahr 2007 unter dem Thema Interkulturelle Psychologie statt und beschäftigte sich seitdem jährlich mit unterschiedlichen Themen. Während dieses siebentägigen Events begeben sich Studierende in ein interkulturelles Forschungsprogramm, in dem sie die Möglichkeit haben, einem von sechs Forschungsprojekten beizutreten, welches von einem Supervisor geleitet wird. Sie planen und implementieren dort eine 12-monatige Studie. Das Programm wird durch Vorlesungen von Fachleuten aus relevanten Gebieten der Psychologie bereichert. Jedes Jahr sind alle Vorlesungen und Forschungen einem bestimmten Thema gewidmet, um ein Feld der Psychologie genauer zu reflektieren. Seit 2011 werden alle Teilnehmer eingeladen, die ein Trainingsprogramm absolviert und sich einem Forschungsprojekt verpflichtet haben, dem Junior Research Programm beizutreten, welches die European Summer School von einer einwöchigen Veranstaltung zu einem durchstrukturierten 12-monatigen Programm verlängert.

### EFPSA-Tag
Der EFPSA-Tag ist eine Veranstaltung um EFPSA bekannter zu machen, welche in ganz Europa Anfang Dezember stattfindet. Der erste EFPSA-Tag fand 2010 statt. Präsentationen, Workshops und andere Aktivitäten in Verbindung mit der EFPSA finden in vielen Universitäten am selben Tag statt, um möglichst vielen Studierenden EFPSA näher zu bringen.

### Train the Trainers
Im Jahr 2010 fand die erste Train the Trainers Summer School in Österreich statt. Die Train the Trainers (TtT) Summer School ist eine siebentägige Veranstaltung, die sich mit experimenteller und non-formaler Bildung auseinandersetzt und versucht, 12 Teilnehmern eine Bandbreite an Fertigkeiten und Wissen für Trainingsstunden zu lehren. Nach Erwerb der benötigten Qualifikationen sind TtT-Absolventen eingeladen, dem EFPSA-Trainer-Pool beizutreten. Dies ist eine unterstützende Umgebung, um Trainingsfertigkeiten und Erfahrungen zu erweitern.

### Train Advanced Trainers
EFPSAs Train Advanced Trainers (TAT) ist eine achttägige Veranstaltung, welche im März stattfindet. Dies ist die einzige Veranstaltung, welche auch für Nicht-Psychologiestudierende und externe Personen zugänglich ist. Die TAT wurde für bis zu 25 erfahrene Trainer von verschiedenen NGOs konzipiert und bietet die Möglichkeit, Trainingsfertigkeiten zu einem bestimmten Thema zu erweitern.

### EFPSA Academy
Die EFPSA Academy möchte Freiwillige europäischer Jugendorganisationen zusammenbringen, damit diese sich beruflich weiterentwickeln, Netzwerke knüpfen, und Erfahrungen austauschen können, während sie gleichzeitig eine Vielzahl von Fähigkeiten und Kenntnissen in Bezug auf ein spezifisches Kernthema erhalten. Sie dauert drei Tage und findet in einer Stadt statt, die von vielen Orten aus schnell und einfach zu erreichen ist. Während der Academy erhalten die Teilnehmer Schulungen und die Möglichkeit, an Workshops teilzunehmen, und können dort ihre Fähigkeiten in praktischen Beispielen und realen Herausforderungen üben.

### Trainertreffen
EFPSA Trainers Meeting (in der Regel abgekürzt als TRAM) ist ein drei- bis viertägiges Low-Budget-Event für Ausbilder, das von EFPSA-Trainern organisiert wird. Das Ziel von TRAM ist es, NGO/Jugendtrainer zu vereinen, Wissen und Erfahrungen zu teilen und ihre Fähigkeiten zu entwickeln. Die Veranstaltung konzentriert sich auf ein Hauptthema im Zusammenhang mit dem Training, das von einem erfahrenen Trainer durchgeführt wird. Die Teilnehmer sind Trainer aus verschiedenen Organisationen. Sie bieten sich gegenseitig Schulungen zu Themen an, die sich auf das Hauptthema der Veranstaltung beziehen.

### Trainerkonferenz
Die EFPSA Trainers Conference (in der Regel als TraC abgekürzt) ist eine Veranstaltung, die EFPSA-Trainer vereint, um verschiedene Themen der Trainingswelt innerhalb der EFPSA und im Allgemeinen zu diskutieren. Die Anzahl der Teilnehmer, die Dauer und der Zeitpunkt der Veranstaltung sind flexibel. Im Allgemeinen gibt es einen offenen Trainingstag, an dem TraC-Teilnehmer die Möglichkeit haben, Schulungen in der nächstgelegenen Universität durchzuführen.

### Gemeinsame Vorstands- und Mitgliedervertreterversammlung
Die jährliche gemeinsame Vorstands- und Mitgliedervertreterversammlung (Joint EB & MR Meeting) findet jeden Herbst statt und wird von Einzelpersonen besucht, die aktive Mitglieder innerhalb der EFPSA-Arbeitsgemeinschaft sind. Sie dauert eine Woche.

### EFPSA-Konferenz
Die EFPSA-Konferenz fand 2013 erstmals in Amsterdam, Niederlande, statt. Die EFPSA-Konferenz ist eine alle zwei Jahre stattfindende Veranstaltung und legt einen besonderen Schwerpunkt auf ihr wissenschaftliches Programm. Sie bringt rund 150 Studierende aus ganz Europa für vier Tage mit Vorträgen, Workshops und Präsentationen von Studierenden zusammen. Während der Konferenz gibt es einen Tag der offenen Tür, an dem etwa 30 Studierende aus dem Gastland teilnehmen.

### Vorstandssitzung I & II
Die Vorstandssitzungen sind eine grundlegende Komponente in Bezug auf die Verwaltung und Arbeitsweise der EFPSA, um die Arbeit des Verbands zu bewerten, Ideen zu entwickeln und zur Verbesserung und Nachhaltigkeit von EFPSA beizutragen. Der Ort der Veranstaltungen wird jährlich vom Vorstand festgelegt. Das Arbeitsprogramm umfasst: Analysen des Verbandes, Plenarsitzungen des EFPSA, seine Mission, Vision, Werte und Veranstaltungen und Dienstleistungen, projektbasierte Arbeit und Diskussionsrunden.

## Dienstleistungen
EFPSA bietet den Studierenden Dienstleistungen für die Entwicklung von Forschungs- und Ausbildungsfähigkeiten und erleichtert den Prozess des Reisens und Studierens im Ausland. Zu den EFPSA-Diensten gehören:

### Journal of European Psychology Students
Das Journal of European Psychology Students (JEPS) ist ein double-blind peer-reviewed open access Journal, das ausschließlich von Studierenden bearbeitet wird und verschiedene Aspekte der Psychologie abdeckt. Das Journal wird von EFPSA seit 2009 regelmäßig veröffentlicht. JEPS bietet eine Möglichkeit für Psychologiestudierende, ihre Dissertation oder Forschung mit internationaler Reichweite zu vergleichen. Die innerhalb und außerhalb Europas eingereichten Vorschläge müssen auf Forschung basieren, die von Bachelor- oder Masterstudierenden durchgeführt wird. Autoren ausgewählter Beiträge erhalten professionelles Feedback und bekommen Hilfe bei der Entwicklung ihrer wissenschaftlichen Publikation. Die Artikel werden nur auf der Grundlage der Qualität der Forschung ausgewählt, wobei die wahrgenommene Bedeutung und Originalität eines bestimmten Papiers unberücksichtigt bleibt. Artikel sind in EBSCOHost indiziert. Seit 2016 lädt JEPS Studierende ein, registrierte Berichte einzureichen. Das JEPS-Team betreibt den Blog JEPS Bulletin, der seit November 2010 eine Reihe von Themen für Psychologiestudierenden aller Niveaus und Interessensgebiete veröffentlicht.

### Study & Travel Abroad (STA)
Study & Travel Abroad existiert seit Anfang der 90er Jahre, als es unter dem Namen Study Abroad und später als Study and Work Abroad (SWA) begann. Seit 2015 sind das Travel Network und die Study Abroad Services in den Service Study & Travel Abroad (STA) integriert, der mit den gleichen Visionen, Missionen und Werten wie die Vorgänger fortfährt. Im Jahr 2016 wurde der Student Exchange Responsible Teil des Teams und eröffnete den Mitgliedsorganisationen die Möglichkeit, Unterstützung von EFPSA bei der Organisation ihres internationalen Austauschs mit anderen psychologischen Studierendenverbänden und Studierenden anderer Gesundheitsdisziplinen zu erhalten. Das erste Praktikum der Psychologie wurde den Psychologiestudierenden im August 2017 angeboten.
Der EFPSA-Dienst Study and Travel Abroad bietet Informationen über alle Städte und Universitäten der EFPSA-Mitgliedsländer und -regionen mit der Möglichkeit, Psychologie zu studieren. Darüber hinaus gibt es Informationen über das Hochschulsystem, die Studiengebühren und die Lebenshaltungskosten in den einzelnen Ländern. Zusätzlich gibt es ein Couch-Surfing-Netzwerk, das auch Tipps für Reisen in Länder/Regionen gibt, in denen EFPSA-Veranstaltungen stattfinden. Dies ist eine Gelegenheit, verschiedene Kulturen und Sprachen auf besondere und erschwingliche Weise zu erleben.

### Trainingsbüro (Training Office)
Das Training Office wurde 2010 mit der ersten Train the Trainers-Sommerschule, die im August 2010 in Österreich stattfand, eröffnet. Auf dem Kongress 2011 hat die erste Generation von Trainern bereits Sitzungen für die Mitgliedervertreter und die Geschäftsleitung gehalten. Das Schulungsbüro verwaltet insbesondere obengenannte Fortbildungsveranstaltungen.

### Initiative für soziale Auswirkungen (Social Impact Initiative)
Das Social Impact Initiative Team arbeitet an drei Hauptprojekten innerhalb der Vereinigung: die Kampagne Mind the Mind - zur Bekämpfung der Stigmatisierung mentaler Störungen (MtM), die Kampagne Better Together (BT) und organisierte Handlung der Freundlichkeit (OAK) Kampagne. Im Rahmen der MtM-Kampagne ermöglichen die Mitglieder des Teams eine europaweite Reihe von Workshops für 11- bis 18-jährige Schüler sowie Erwachsene mit dem Ziel, das Bewusstsein für die Stigmatisierung von psychischen Störungen und mentalen Störungen zu schärfen.

## Mitgliedsorganisationen
Organisationen aus allen Ländern, die vom Europarat anerkannt sind, können Mitglied von EFPSA werden. Organisationen aus Ländern/Regionen, die nicht vom Europarat anerkannt sind, können als regionale Mitglieder berücksichtigt werden. Im April 2023 hatte EFPSA 33 Mitgliedsorganisationen und drei Beobachterorganisationen.